# László Surján

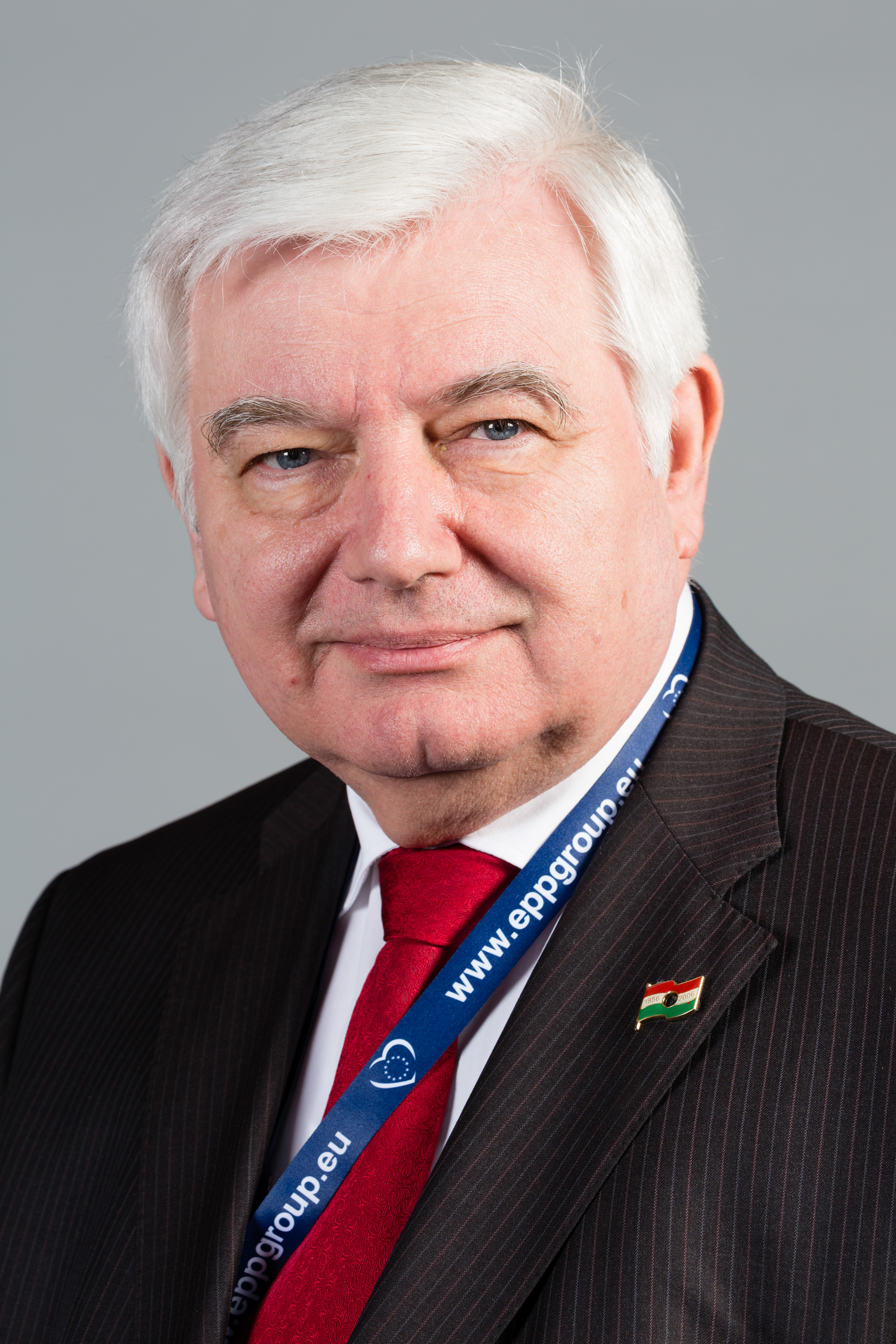
László Surján 2014

László Surján (* 7. September 1941 in Kolozsvár) ist ein ungarischer Politiker (Fidesz). Seit dem 18. Januar 2012 ist er Vizepräsident des Europäischen Parlaments.

## Leben
Surján arbeitete als Arzt für Allgemeinmedizin. Er war Universitätsassistent am Institut für Histologie der Medizinischen Universität Budapest und später wissenschaftlicher Mitarbeiter und Universitätsdozent an der Universität für die Weiterbildung von Ärzten.
Surján war von 1990 bis 1995 Vorsitzender der Christlich-Demokratischen Volkspartei und danach deren stellvertretender Vorsitzender. Von 1992 bis 1998 war er stellvertretender Vorsitzender der Europäischen Union Christlicher Demokraten. Von 1990 bis 1994 war er ungarischer Sozialminister. Später war Surján Mitglied des ungarischen Parlaments und saß dort dem Ausschuss für Beschäftigung vor, ehe er stellvertretender Vorsitzender des Ausschusses für auswärtige Angelegenheiten wurde.
Surján war in der Parlamentarischen Versammlung des Europarats von 1999 bis 2004 stellvertretender Fraktionsvorsitzender der Europäischen Volkspartei. Er war ferner Leiter der ungarischen Delegation. Seit 2004 ist er Mitglied des Europäischen Parlaments, wo er Mitglied des Vorstands der EVP-ED-Fraktion und stellvertretender Vorsitzender der Delegation für Chile war.
Er ist verheiratet und hat drei Kinder.